# هلنا درایو پنجم ۱۲۳۰۵
هلنا درایو پنجم ۱۲۳۰۵ یک خانه در برنت‌وود، لس آنجلس، کالیفرنیا است. این خانه برای این‌که آخرین محل سکونت مریلین مونرو و محل مرگ وی در ۴ اوت ۱۹۶۲ بوده‌است سرشناس است.

## محل
این خانه در هلنا درایو پنجم ۱۲۳۰۵، برنت‌وود، لس آنجلس، کالیفرنیا واقع شده‌است.